# Abu Inan Faris
Abu Inan Faris ibn Ali (arab. أبو عنان فارس بن علي; ur. 1317, zm. 1358) – sułtan Maroka z dynastii Marynidów, syn sułtana Abu al-Hassana Alego I.

## Życiorys
Abu Inan Faris już za życia swojego ojca był zarządcą w Tilimsan. Kiedy dowiedział się o klęsce marokańskich wojsk w walce przeciw beduinom pod Kairuanen w 1350 roku, przekonany o śmierci ojca obwołał się władcą całego Maroka. Sułtanowi udało się jednak wrócić do kraju, w wyniku czego doszło do walk o władzę, z których ostatecznie zwycięsko wyszedł Abu Inan Faris. Po śmierci ojca w 1351 roku został powszechnie uznany sułtanem.
Abu Inan Faris był wielkim miłośnikiem sztuki i kultury. Sprowadzał na swój dwór poetów i uczonych (m.in. Ibn Chalduna). Z jego rozkazu zbudowano szkołę koraniczną Bu Inania w Fezie.
Tak jak jego ojciec, również Abu Inan Faris próbował zjednoczyć Maghreb pod panowaniem Marynidów. W 1352 roku stłumił rebelię w Tilimsan, a w 1358 roku udało mu się wtargnąć do Tunisu, skąd musiał jednak uciekać do Maroka, gdy poległy tam arabskie oddziały wspierające.
Jeszcze w tym samym 1358 roku w wyniku dworskiego spisku został uduszony przez jednego z wezyrów. Rozgorzały walki o władzę, w której uczestniczył także Ibn Chaldun. W kolejnych latach – chociaż Marynidzi formalnie utrzymali się na tronie aż do 1465 roku – realną władzę w Maroku sprawowali wezyrzy z dynastii Wattasydów. Mieli oni decydujący wpływ na wynoszenie na tron i obalanie kolejnych sułtanów.